# Tomasz Puchalski
Tomasz Puchalski (ur. w Gnieźnie) – polski duchowny Reformowanego Kościoła Katolickiego, biskup Kościoła od 2022.

## Życiorys
Urodził się w Gnieźnie. Ukończył studia teologiczne we Wrocławiu. Święcenia prezbiteratu przyjął 11 maja 2008. 7 maja 2012 został powołany do pełnienia funkcji Wikariusza Biskupa Przewodniczącego Ekumenicznej Wspólnoty Katolickiej dla Polski.
22 sierpnia 2020 Synod Reformowanego Kościoła Katolickiego w Polsce wybrał go na urząd biskupa. Sakrę przyjął w Poznaniu 18 czerwca 2022, z rąk biskupów: Franciszka Krebsa, Denise Donato oraz Petera E. Hickmana. Od 8 września 2022 roku pełni posługę ordynariusza dla Wikariatu Belgii i Holandii Ekumenicznej Wspólnoty Katolickiej.
Od 19 września 2020 należy do zgromadzenia Benedyktynów Mądrości Bożej, gdzie przyjął imię zakonne Jordan. 